# Mark Jansen
Mark Jansen (ur. 15 grudnia 1978 w Reuver) – holenderski muzyk, wokalista, kompozytor i gitarzysta. W latach 1995–2002 członek grupy After Forever. W 2002 roku złożył zespół Sahara Dust, rok później przekształcony w formację Epica. Jest także autorem projektu Mayan, powstałego w 2010 roku. Premiera debiutanckiego albumu Quarterpast odbyła się 20 maja 2011 roku.

## Dyskografia
- After Forever – Prison of Desire (2000, Transmission Records)
- After Forever – Decipher (2001, Transmission Records)
- Infernorama – A Symphony For the Heartless (2005, wydanie własne)
- Warbreed – History Undone (2008, Blackstar 3 Records, gościnnie)
- Sons of Seasons – Gods of Vermin (2009, Napalm Records, gościnnie)
- Mayan – Quarterpast (2011, Nuclear Blast)
- Adyta – Katarsis (EP, 2011, wydanie własne, gościnnie)
- Diabulus in Musica – The Wanderer (2012, Napalm Records, gościnnie)[6]

## Gry wideo
| Tytuł                               | Rok  | Rola           | Uwagi                             | Źródło |
| ----------------------------------- | ---- | -------------- | --------------------------------- | ------ |
| Karmaflow: The Rock Opera Videogame | 2014 | jako The Guide | rola dubbingowana, BaseCamp Games | [ 7 ]  |